# Jan Głuszak
Jan Głuszak, ps. Dagarama (ur. 1937 w Tarnowie, zm. 13 listopada 2000 w Straszęcinie) – polski architekt, przedstawiciel futuryzmu, poeta i filozof.

## Życie i działalność
Studiował architekturę na Politechnice Krakowskiej, ale ze względu na stan zdrowia studiów nie ukończył. Jeszcze w okresie studiów był laureatem licznych nagród za śmiałe projekty futurologiczne. W 1971 roku pracował w tarnowskiej Spółdzielni Inwalidów Tarnospin, ponieważ trzy lata wcześniej stracił lewą rękę. W 1975 roku był laureatem nagrody krakowskiej Krytyki Plastycznej za 1974 rok, razem z Marią Pinińską-Bereś, Antonim Haską i Tadeuszem Kantorem. Chorował na schizofrenię. Pracował jako stróż nocny w Muzeum Okręgowym w Tarnowie. Zmarł w szpitalu psychiatrycznym w Straszęcinie, śmiercią samobójczą w 2000 roku. Został pochowany na cmentarzu parafialnym na Rzędzinie. Obecnie uznawany za jednego z najwybitniejszych twórców polskiej architektury futurologicznej.
Pierwsza wystawa retrospektywna Jana Głuszaka pt. Jan Głuszak „Dagarama” architekt – wizjoner prezentowana była w Muzeum Okręgowym w Tarnowie (2010/2011), a druga Dagarama. Powrót do przyszłości prezentowana była w Muzeum Architektury we Wrocławiu w 2011 roku. W 2012 roku, z okazji projektu Tarnów. 1000 lat nowoczesności prezentowana była wystawa prac Jana Głuszaka – Z trudu słońca w Studiu Edwarda Krasińskiego Instytutu Awangardy (kuratorzy wystawy; Ewa Łączyńska-Widz i Dawid Radziszewski).

## Upamiętnienie

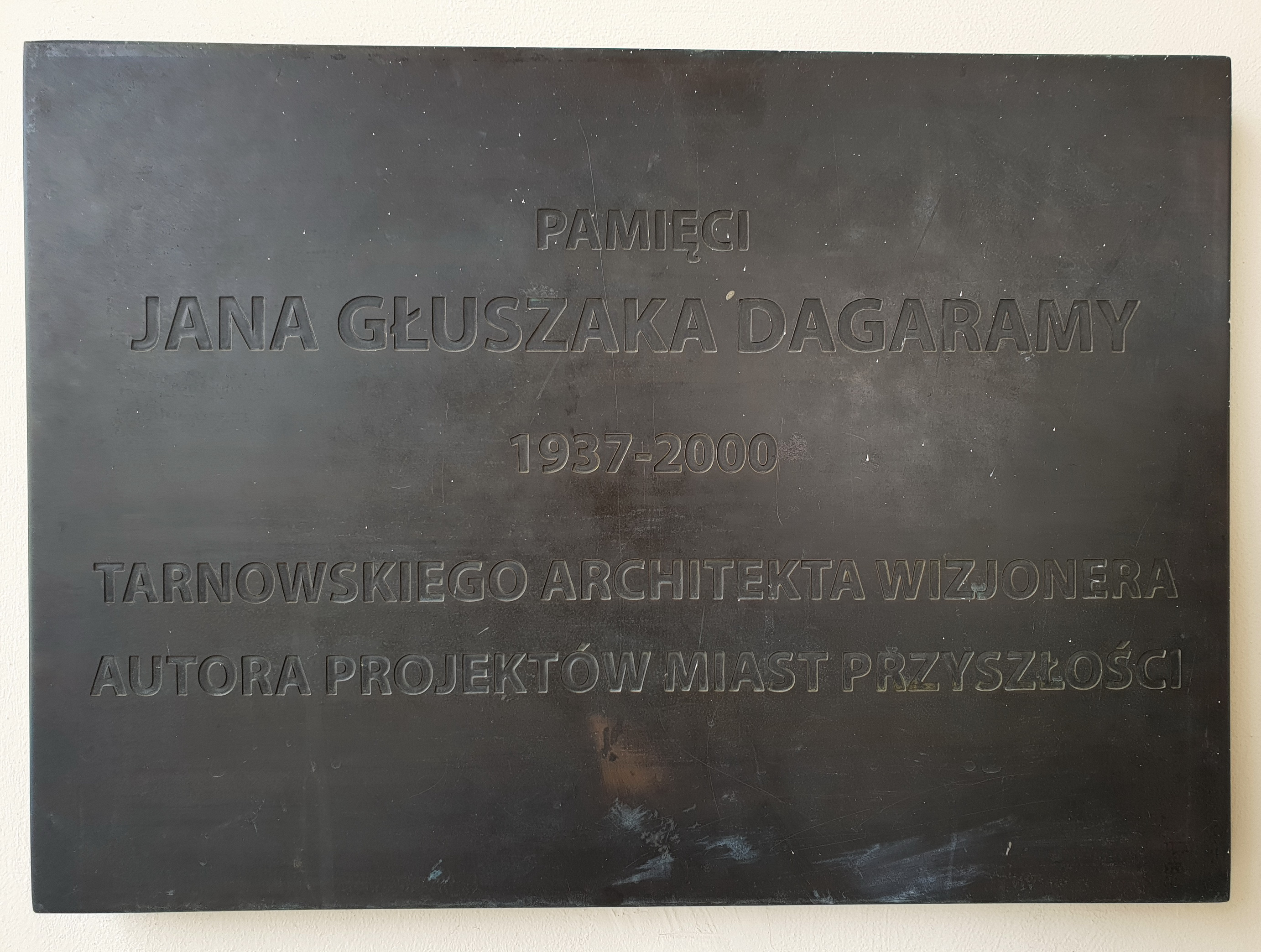
Tablica pamiątkowa poświęcona Głuszakowi (Tarnów, 2021)

- na fasadzie Muzeum Okręgowego w Tarnowie w 2010 roku umieszczono pamiątkową mosiężną tablicę poświęconą pamięci Jana Głuszaka, ufundowaną przez Biuro Wystaw Artystycznych w Tarnowie w ramach projektu „Tarnów. 1000 lat nowoczesności”; płyta ma zainstalowaną wewnątrz grzałkę i utrzymuje stałą temperaturę 37,5 stopnia, co znaczy, że „odwzorowuje stan podgorączkowy, co ma nawiązywać do rozgorączkowanej wyobraźni cierpiącego na schizofrenię genialnego tarnowskiego wizjonera”[6]
- w listopadzie 2010 roku miała miejsce premiera filmu tarnowskiego filmowca i dokumentalisty Bogusława Hynka noszący tytuł Dagarama[7]